# بقلة الرئيس

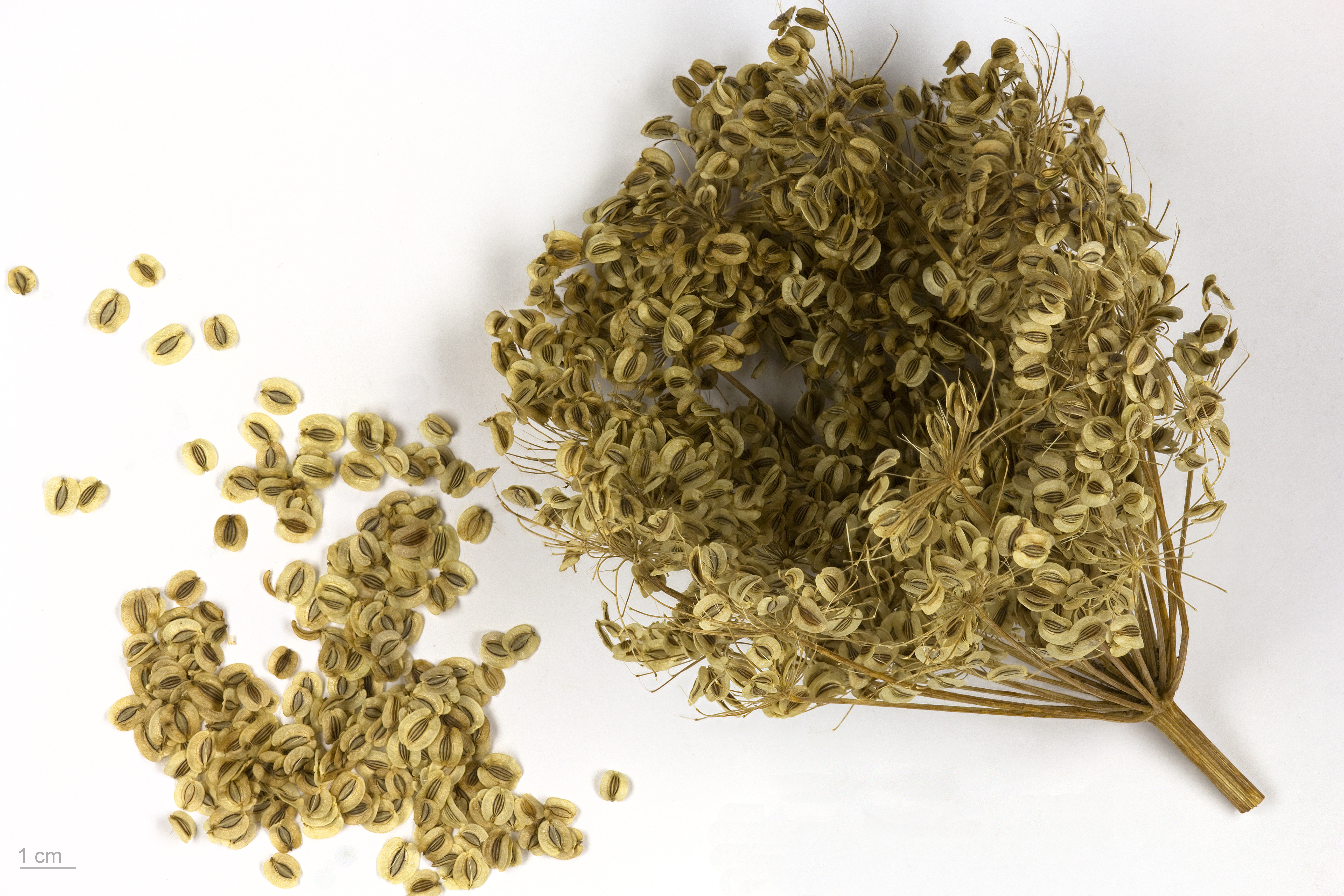
بقلة الرئيس

بقلة الرئيس  أو بقلة الإمبراطور أو جاوى أو جاوى بري أو ملكة الحشائش أو شمار الخنازير هو نوع من النباتات المزهرة في فصيلة الخيميات. موطنها الأصلي جبال وسط وجنوب أوروبا، ولكن انتشرت في نطاق واسع خارج نطاقها الأصلي. جذوره مدرة للبول وثماره طاردة للدود.